# 阿尔曼多·拉蒂尼
阿尔曼多·拉蒂尼（義大利語：Armando Latini，1913年5月20日—1976年），意大利男子自行车运动员。他曾代表意大利参加1936年夏季奥林匹克运动会自行车比赛，获得男子团体追逐赛银牌。